# Xmas
Xmas, česta kratica riječi Christmas (Božić) na engleskom govornom području s kojeg se proširila u mnoge dijelove svijeta. Oblik Xmas i njene varijante kao npr. Xtemass, nastale su kao kratice kod ručnog pisanja za engleski izgovor riječi "Božić". Dio riječi "-mas" potječe iz staroengleske riječi latinskog podrijetla za misu, dok slovo "X" vuče korijene od slova Hi grčkog alfabeta. Hi je prvo slovo grčke riječi Χριστός što se na engleskom jeziku prevodi kao "Christ".
Postoji česta zabluda da je oblik Xmas pokušaj sekularista da uklone religioznu tradiciju iz riječi "Christmas" (Božić), uklanjajući "Christ" iz same riječi, ali ova je praksa prisutna još od 16. stoljeća.

## Stilske smjernice i etiketa
Prema nekim modernim stilskim smjernicama, uključujući one New York Timesa, Timesa, Guardiana, i BBC-ja, uporaba "Xmasa" se ne odobrava, . Američka političarka Millicent Fenwick, je 1948. napisala za Vogue's Book of Etiquette da se "'Xmas' nikad ne bi trebao koristiti" u čestitkama. U The Cambridge Guide to Australian English Usage stoji da se ova kratica smatra neformalnom i da bi trebala biti korištena u kontekstima gdje je potrebna konciznost, kao npr. u naslovima ili čestitkama. The Christian Writer's Manual of Style, iako priznaje drevno i poštovanja vrijedno korištenje "Xmasa" u prošlosti, iznosi da se ova kratica ne bi trebala koristiti u književnom jeziku.

## Povijest

### Uporaba u engleskom jeziku
Rani primjer uporabe "Xmasa" nalazi se u History of St. Edmund's college, Old Hall Bernarda Warda (prvo izdanje datira iz 1755.). Ranija inačica, "X'temmas", poznata je još od 1551., a već oko 1100. godine pojavljuje se pojam "Xp̄es mæsse" u Anglosaskoj kronici. Riječ "Xmas" postaje raširen u 18. i 19. stoljeću: nalazi se u pismu Georgea Woodwarda iz 1753., Lord Byron ga je koristio 1811., kao i Samuel Coleridge (1801.), te Lewis Carroll (1864.). U Sjedinjenim Američkim državama peto izdanje rječnika Royal Standard English Dictionary, objavljeno 1880. u Bostonu, u popisu "Objašnjenje čestih kratica ili skraćenih riječi" ("Explanations of Common Abbreviations, or Contraction of Words") sadrži pojam: "Xmas. Christmas." Član Vrhovnog suda Sjedinjenih Američkih Država Oliver Wendell Holmes koristio je ovaj pojam u jednom pismu iz 1923. Od kasnog 19. stoljeća, "Xmas" je bio u uporabi u različitim zemljama engleskog govornog područja izvan Ujedinjenog Kraljevstva i SAD-a. Citati s ovom skraćenom verzijom mogu se najprije naći u tekstovima u Kanadi, a kasnije se pojam proširio u Australiji, i na Karibima. Rječnik Merriam-Webster's Dictionary of English Usage u svojoj definiciji iznosi da je moderna uporaba ovog pojma uglavnom ograničena na reklame, naslove ili panoe, gdje je nužna konciznost. Prema definiciji iz rječnika, povezivanje pojma s trgovinom "nije narušilo njegovu reputaciju".
U Ujedinjenom Kraljevstvu, bivši biskup blackburnske dijeceze Anglikanske crkve, Alan Chesters, savjetovao je svećenstvu da izbjegava ovu skraćenu inačicu.
Godine 1977. guverner New Hampshirea Meldrim Thomson dao je izjavu za tisak u kojoj traži od novinara da zadrže riječ "Christ" u Božiću (Christmas) i da izbjegavaju nazivati ga "Xmas", kojeg je on definirao "poganskim nazivom za Božić".

### Korištenje slova "X" za Krista
Kratica engleske riječi za Božić "Xmas" na engleskom je govornom području postala predmetom nesuglasica među kršćanima koji slave ovaj praznik. Glavni urednik internetskog portala za kršćane "The Voice" Dennis Bratcher, tvrdi "da je uvijek bilo onih koji su glasno osuđivali korištenje kratice Xmas kao neku vrstu blasfemije protiv Krista i kršćanstva". Među njima su primjerice evangelički propovjednik Franklin Graham i novinar CNN-a Roland S. Martin. Martin smatra da je korištenje pojma "Xmas" izraz rastuće komercijalizacije i sekularizacije jednog od najsvetijih kršćanskih blagdana. Bratcher odgovara da oni koji osuđuju skraćenicu engleske riječi za Božić ne poznaju dugu kršćansku tradiciju korištenja simbola X umjesto riječi "Krist" iz različitih razloga.
Riječ "Krist" i njene složenice, uključujući englesku riječ "Christmas", u engleskom se jeziku običavala kratiti još prije 1000 godina, puno prije nego što je moderni pojam "Xmas" ušao u svakodnevnu uporabu. "Krist" se često kratio kao "Xρ" ili "Xt"; postoje primjeri u Anglosaskoj kronici još iz 1021. godine. Simbol X i P pisani jedan preko drugog predstavljaju grčka slova χ (Hi) i ρ (Ro) često korištena u antici kao kratice za Χριστος, grčke riječi za  "Krista", i se mogu vidjeti na mnogim pravoslavnim ikonama koje prikazuju Isusa Krista. Labarum, je simbol dobiven spajanjem dviju grčkih slova hi i ro u ovom obliku ☧, koji se ponekad koristi za simboliziranje Isusa Krista u katoličkoj, protestantskoj,i pravoslavnoj crkvi.
Oksfordski rječnik engleskog jezika (Oxford English Dictionary - OED) i njegov dodatak navode uporabu slova "X-" ili "Xp-" za "Christ-" još od 1485. Pojam "Xtian" i nešto rjeđe "Xpian" također su se koristile kao skraćene verzije riječi "Christian". Oksfordski rječnik dalje navodi uporabu riječi "Xtianity" za "Christianity" od 1634. Prema rječniku Merriam-Webster's Dictionary of English Usage, većina slučajeva kraćenja ovih riječi prisutna je u zapisima "obrazovanih Engleza koji su poznavali grčki jezik".
U ranokršćanskoj umjetnosti, χ i χρ označavali su kratice za Kristovo ime. U mnogim rukopisima Novog zavjeta i na ikonama, pojavljuje se Χ kao kratica za Χριστος.

#### Ostala korištenja "X(t)" za Krista
Različita vlastita imena na engleskom govornom području sadrže u sebi naziv "Christ", te su se kratila na isti način: "X" ili "Xt". Oba su slučajeva zabilježena u prošlosti, primjerice "Xtopher" ili "Xopher" za ime "Christopher", te "Xtina" ili "Xina" za ime "Christina".
U 17. i 18. stoljeću, "Xene" ili "Exene" bila su česta kao skraćena verzija vlastitog imena "Christine". Američka pjevačica Christina Aguilera se ponekad predstavljala kao "Xtina", a punk pjevačica i kompozitorica Exene Cervenka promijenila je ime "Christene" u "Exene" 1977. godine.
Uporaba slova "X" kao oznake za glasove "kris" (umjesto "ks") proširila se na engleskom govornom području i na druge pojmove, kao "xtal" za kristal ("crystal"), ili među cvjećarima "xant" za krizantemu ("chrysanthemum"), iako ove riječi nisu etimološki vezane za riječ "Christ". "Crystal" dolazi od grčke riječi za "led" (čak ne sadrži slovo χ), a "chrysanthemum" dolazi od grčke složenice koja znači "zlatni cvijet", dok Krist ("Christ") na grčkom znači "pomazanik".

## U popularnoj kulturi
U animiranoj televizijskoj seriji Futurama, čija se radna zbiva u 31. stoljeću, Xmas je službeni naziv za blagdan koji se nekad nazivao "Christmas" (u epizodi "Xmas Story" likovi kažu da je "pojam Christmas arhajski oblik riječi Xmas").

## Unutarnje poveznice
- Hi-ro
- Labarum
- Presveto Ime Isusovo